# Gottardiite
La gottardiite è un minerale.